# V-11
 (août 2024).
Si vous disposez d'ouvrages ou d'articles de référence ou si vous connaissez des sites web de qualité traitant du thème abordé ici, merci de compléter l'article en donnant les références utiles à sa vérifiabilité et en les liant à la section « Notes et références ».
Pour les articles homonymes, voir V11.
La V-11 est une courte autoroute urbaine de 3,3 km environ[Information douteuse] qui relie l'A-3 (Madrid - Valence) au périphérique de cette dernière (V-30) via l'aéroport de Valence à l'ouest de la ville.
Elle permettra d'accéder directement à l'aéroport qui est situé dans la commune de Manises depuis l'A-3 où la V-30 en venant de Valence ou du reste du territoire,.

## Tracé
- Elle va se détacher de la V-30 au nord de Manises pour ensuite desservir l'aéroport et sa zone industrielle avant de se connecter à l'A-3 à l'ouest de Quart de Poblet.